# Lim Su-jeong
Lim Su-jeong (kor. 임수정, ur. 20 sierpnia 1986) – południowokoreańska zawodniczka w taekwondo, mistrzyni olimpijska, mistrzyni świata.
Jeden raz startowała w igrzyskach olimpijskich. W 2008 roku w Pekinie zdobyła złoty medal olimpijski, a rok później mistrzostwo świata w Kopenhadze w kategorii do 57 kg.
Zwyciężczyni igrzysk azjatyckich w 2002 roku.